# Tư Minh
Tư Minh (tiếng Trung: 思明区, Hán Việt: Tư Minh khu) Là một quận của thành phố Hạ Môn (厦门市), tỉnh Phúc Kiến, Cộng hòa Nhân dân Trung Hoa. Quận này có diện tích 75 km2, dân số 440.000 người, mã số bưu chính 361001. Quận lỵ Tư Minh đóng ở đường Dân tộc. Tư Minh được chia thành 10 nhai đạo.